# Sorry We Missed You (película)
Sorry We Missed You es una película dramática británica-francesa-belga de 2019 dirigida por Ken Loach, escrita por Paul Laverty y producida por Rebecca O'Brien. Al igual que con Yo, Daniel Blake, Loach y su guionista habitual vuelven a centrarse en las dificultades que sufre la clase obrera bajo el capitalismo del siglo XXI.
Fue seleccionada para competir por la Palma de Oro en el Festival de Cine de Cannes 2019. Loach, a pesar de tener un brazo roto en cabestrillo, apareció para promocionar la película en Cannes, donde dijo que sería su última película que compitiese en el festival. Recibió el premio del público a la mejor película europea en el Festival Internacional de Cine de San Sebastián 2019, y fue nominada a los premios BAFTA.

## Título
Sorry We Missed You (Lamentamos no haberle encontrado) es el mensaje que las empresas de reparto o correos dejan a los destinatarios de los envíos cuando no han podido localizarles. Puede referirse también a las personas que se pierden por no haberlas atendido debidamente, en este caso, la familia de Ricky.

## Sinopsis
La película retrata una familia de clase media-baja muy unida, pero que ha ido acumulando deudas desde que Ricky (Kris Hitchen) perdiera su empleo en la crisis financiera de 2008. Sin educación ni formación profesional, Ricky tiene la oportunidad de dirigir una franquicia como conductor de reparto autónomo bajo la supervisión de Maloney, un empleador duro y sin sentido. Ricky se compra una furgoneta con todos los ahorros familiares y vendiendo el coche de su mujer Abby (Debbie Honeywood) que lo necesita para trabajar como enfermera de cuidados a domicilio, y confía ilusionado en que le sirva para establecerse como repartidor autónomo. Abby trabaja a sueldo de una empresa como cuidadora a domicilio en diferentes casas. Sus hijos adolescentes Seb (Rhys Stone) y Lisa Jane (Katie Proctor) atraviesan los altibajos propios de su edad.
El estrés del nuevo trabajo resulta ser demasiado grande para Ricky. Siempre está bajo presión para hacer sus entregas a tiempo y es multado si llega tarde o comete errores. Abby también encuentra su trabajo mucho más exigente sin coche y con frecuencia se siente molesto por la falta de tiempo que se le permite pasar con sus pacientes debido a su exigente horario.
Durante este período, el hijo rebelde de Ricky, Seb, se salta la escuela y a menudo se mete en problemas con su uso del graffiti. Después de una pelea con sus padres, Seb etiqueta airadamente sobre los retratos familiares durante la noche. Cuando Ricky no encuentra las llaves de su furgoneta a la mañana siguiente, culpa a Seb. Aunque Seb niega cualquier malhechor, Ricky lo golpea al final de una acalorada discusión. Liza Jane, la hermana menor de Seb, admita más tarde con lágrimas que escondió las llaves mientras culpa al trabajo de Ricky por los problemas de la familia.
De vuelta al trabajo, Ricky es robado y brutalmente agredido mientras hace entregas. Mientras Ricky está en la sala de espera del hospital, un furioso Maloney lo llama y explica que se enfrenta a multas de más de 1.000 libras mientras su escáner de código de barras fue destruido en el asalto. Mientras Seb finalmente se calienta y se reincorpora a la familia, un desesperado y gravemente herido Ricky se va a trabajar a lágrimas mientras su familia le ruega que no se vaya.
Ricky se deja embaucar por la retórica sobre emprendimiento, autosuperación y triunfo personal de su encargado, Maloney (Ross Brewster), por lo que acaba aceptando unas condiciones laborales draconianas como falso autónomo en una empresa de reparto. En lugar de convertirse en su propio jefe, Ricky deviene esclavo de sí mismo, un trabajador sin ningún tipo de derecho cuyas jornadas laborales interminables poco a poco le alejan de su familia y convierten su trabajo en una auténtica distopía laboral de la que parece imposible escapar.

## Rodaje
El rodaje comenzó en septiembre de 2018 en Newcastle y sus afueras, en el noreste de Inglaterra. Rodaron las escenas cronológicamente y los actores no sabían cómo acabaría la historia, por lo que cada episodio era algo nuevo para ellos. Ensayaron las escenas de la familia para fomentar la relación entre ellos. La película se rodó en cinco semanas y media.

## Reparto
- Kris Hitchen como Ricky Turner.
- Debbie Honeywood como Abbie Turner.
- Rhys Stone como Seb Turner.
- Katie Proctor como Liza Jane Turner.
- Ross Brewster como Maloney.
- Charlie Richmond como Henry.
- Julian Ions como Freddie.
- Sheila Dunkerley como Rosie.
- Maxie Peters como Robert.
- Christopher John Slater como Ben.
- Heather Wood como Mollie.
- Alberto Dumba como Harpoon.
- Natalia Stonebanks como Roz.

## Recepción de la crítica
En Rotten Tomatoes , la película tiene una calificación de aprobación del 84% basada en 82 reseñas, con una calificación promedio de 7.58 / 10. El consenso crítico del sitio dice: " Lo sentimos, hemos fallado. Puede parecer que algunos tienden hacia la justicia didáctica, pero el enfoque apasionado del director Ken Loach sigue siendo efectivo". Metacritic , que utiliza un promedio ponderado, asignó a la película una puntuación de 79 sobre 100, basada en 16 críticos, indicando "críticas generalmente favorables".
David Rooney en The Hollywood Reporter escribió que la película «juzga con pericia y es profundamente humana, hecha sin florituras ni aspavientos, pero asombrosamente directa en su descripción emocional de las cosas duras que constituyen la fibra de tantas vidas ordinarias».